# Leiwen
Leiwen là một đô thị ở huyện Trier-Saaburg, bang Rheinland-Pfalz, Đức. Đô thị Leiwen có diện tích 12,71 km². Leiwen là một trong những đô thị trồng nho lớn nằm bên sông Moselle. Đô thị này nằm bên hai bờ sông Moselle.